# Loweria melancroca
Loweria melancroca är en fjärilsart som beskrevs av Turner 1919. Loweria melancroca ingår i släktet Loweria och familjen mätare. Inga underarter finns listade i Catalogue of Life.